# Chocolate (Masters of Horror)
"Chocolate" és el cinquè episodi de la primera temporada de Masters of Horror. Es va emetre originalment a Amèrica del Nord el 25 de novembre de 2005. Va ser dirigit per Mick Garris i basat en la seva història curta.

## Trama
Un jove divorciat Jamie (Henry Thomas) que desenvolupa sabors artificials comença a presenciar i experimentar les vistes, les olors i els sons d'una dona que mai ha conegut començant pel gust de la xocolata a la boca. Preocupat per aquestes experiències sobtades, aviat és testimoni de la dona que assassina la seva antiga amant artista apunyalant-li i tallant-li el pit. Decidit a trobar la seva misteriosa parella, la seva recerca porta a Catherine (Lucie Laurier), una bella dona canadenca que sospita de les seves accions. S'apropen fins que Catherine intenta assassinar-lo a causa de les experiències psicològiques i psicosexuals que ella també sent i no gaudeix del fet que algú que no coneix pugui sentir el que pot. En un intent de salvar-se, de sobte veu a través dels ulls de Catherine en el moment equivocat, matant-la quan li dispara a l'atzar.
Tot l'episodi gira al voltant de la història de Jamie sobre les circumstàncies als policies que l'interroguen sobre els esdeveniments que van conduir a l'assassinat. Afirma que "sabia el que se sentia morir" quan ho va fer Catherine i que tot va passar perquè la seva vida estava tan buida i la seva tan plena.

## Repartiment
- Henry Thomas com a Jamie
- Lucie Laurier com a Catherine
- Stacy Grant com a Vanessa
- Leah Graham com Elaine
- Matt Frewer com a Wally

## DVD i Blu-ray
El DVD va ser llançat per Anchor Bay Entertainment el 9 de maig de 2006. L'episodi va ser el cinquè episodi i el quart a ser llançat en DVD. L'episodi apareix al quart volum de la compilació Blu-ray de la sèrie.